# 布恩鎮區 (阿肯色州洛根縣)
布恩鎮區（英語：Boone Township）是位於美國阿肯色州洛根縣的一個行政鎮區。

## 地方資料
布恩鎮區的面積為120.33平方千米，當中陸地面積為119.35平方千米，而水域面積為0.98平方千米。根據2010年美國人口普查的數據，當地共有人口5721人，而人口密度為每平方千米47.54人。